# Refúgio Monzino
O refúgio Monzino  fica a 2590 m na comuna de Courmayeur, no Vale de Aosta, Itália, nos Alpes Graios do maciço do Monte Branco.

## História
O seu nome é uma homenagem a Guido Monzino que se ocupou da sua construção e o ofereceu Sociedade dos Guias Alpinos de Courmayeur. O primeiro refúgio foi construído já em 1965 a pouca distância do antigo  Rifugio Gamba.

## Acesso
Dispondo de 56 lugares, o seu acesso é fácil pela estrada que passa pelo Vale Vény.

## Ascensões
Fica situado na linha de festo que separa o glaciar do Freney (na imagem) do glaciar do Brouillard.